# 透明似鯔銀漢魚
透明似鯔銀漢魚（學名：Pseudomugil pellucidus）為輻鰭魚綱銀漢魚目似鯔銀漢魚科的其中一種，被IUCN列為易危保育類動物，分布於印尼西巴布亞省淡水流域，體長可達3.1公分，為熱帶淡水魚，棲息在雨林覆蓋的溪流表層水域，生活習性不明。

## 擴展閱讀
維基物種上的相關：透明似鯔銀漢魚